# Rich Duwelius
Richard Lloyd Duwelius (Benton, 23 de novembro de 1954) é um ex-jogador de voleibol dos Estados Unidos que competiu nos Jogos Olímpicos de 1984.
Em 1984, ele fez parte do time americano que conquistou a medalha de ouro no torneio olímpico, no qual atuou em três partidas.